# Ryusei Sentai Musumet
Shooting Starlets Musumet (流星戦隊ムスメット, Ryūsei Sentai Musumetto), conhecido no Brasil como As Justiceiras ou Musumet: As Justiceiras é um anime que compartilha similaridades com o gênero magical girl e com as séries Super Sentai, produzido em 2004 pela UHF anime e que surgiu na revista Megami Magazine. A animação gira em torno de três jovens, Aoi, Midori e Kurenai, que são filhas do Dr. Mishina, e que tentam dividir suas vidas de adolescentes comuns com a vida de heroínas, conhecidas como As Justiceiras.
Embora seja desconhecida do grande público, Musumet teve grande popularidade no Japão, aonde foi associada a diversos produtos. O anime estreou no dia 4 de outubro de 2004 e teve sua última exibição no dia 27 de dezembro do mesmo ano, totalizando 13 episódios. Na revista Megami Magazine, de onde o desenho surgiu, o anime recebeu o nome de Wonder Farm e só conteve um único volume.
A série foi totalmente lançada em DVD no Japão, com boa qualidade e bônus. Os DVDs foram bem recebidos pelos fãs, e receberam uma boa quantia em vendas. Embora o anime só tenha 17 episódios, os DVDs renderam 7 volumes, com artes inéditas. Uma trilha sonora também foi lançada no Japão, com a música tema e a de encerramento, ambas compostas por Toshimichi Isoe.
No Brasil, o anime estreou no dia 10 de novembro de 2006 pelo Animax,  com dublagem feita pelo extinto estúdio de dublagem Álamo. Todos os 13 episódios do anime foram exibidos pelo canal pago, na sua faixa noturna Lollipop. O anime foi reprisado diversas vezes pelo canal.